# Phyllocnema petalophora
Phyllocnema petalophora is een keversoort uit de familie van de boktorren (Cerambycidae). De wetenschappelijke naam van de soort werd voor het eerst geldig gepubliceerd in 1884 door Fairmaire.